# آراپوویچه
آراپوویچه (به صربی: Arapoviće) یک روستا در صربستان است که در توتین، صربستان واقع شده‌است. آراپوویچه ۶۱ نفر جمعیت دارد.